# Tour de l'Horloge (Amboise)
Pour les articles homonymes, voir Tour de l'Horloge.
La tour de l'Horloge est une tour ayant servi de beffroi à la ville d'Amboise dans le département français d'Indre-et-Loire.
Construite au XVe siècle au-dessus de l'une des portes médiévales de la ville, elle sert de beffroi. Elle est classée comme monument historique en 1933, après une première inscription en 1928.

## Localisation
La tour de l'Horloge, qui surplombe la rue Nationale, est édifiée au-dessus la principale porte de l'enceinte médiévale d'Amboise, dite porte de l'Amasse. Sa face nord-orientale est tournée vers l'intérieur de la ville, sa face sud-occidentale vers les faubourgs.

## Histoire
La tour est assise sur la muraille d'enceinte d'Amboise, datant du XIIIe siècle. Elle est édifiée dans les dernières années du XVe siècle, entre 1495 et 1500 et sa cloche est fondue en 1501. La tour, beffroi de la ville, a pour objectifs de servir de poste de guet et d'abriter une horloge.
La tour est classée comme monument historique par décret du 28 février 1933, l'escalier attenant étant inscrit par arrêté du 12 juin 1928.

## Description

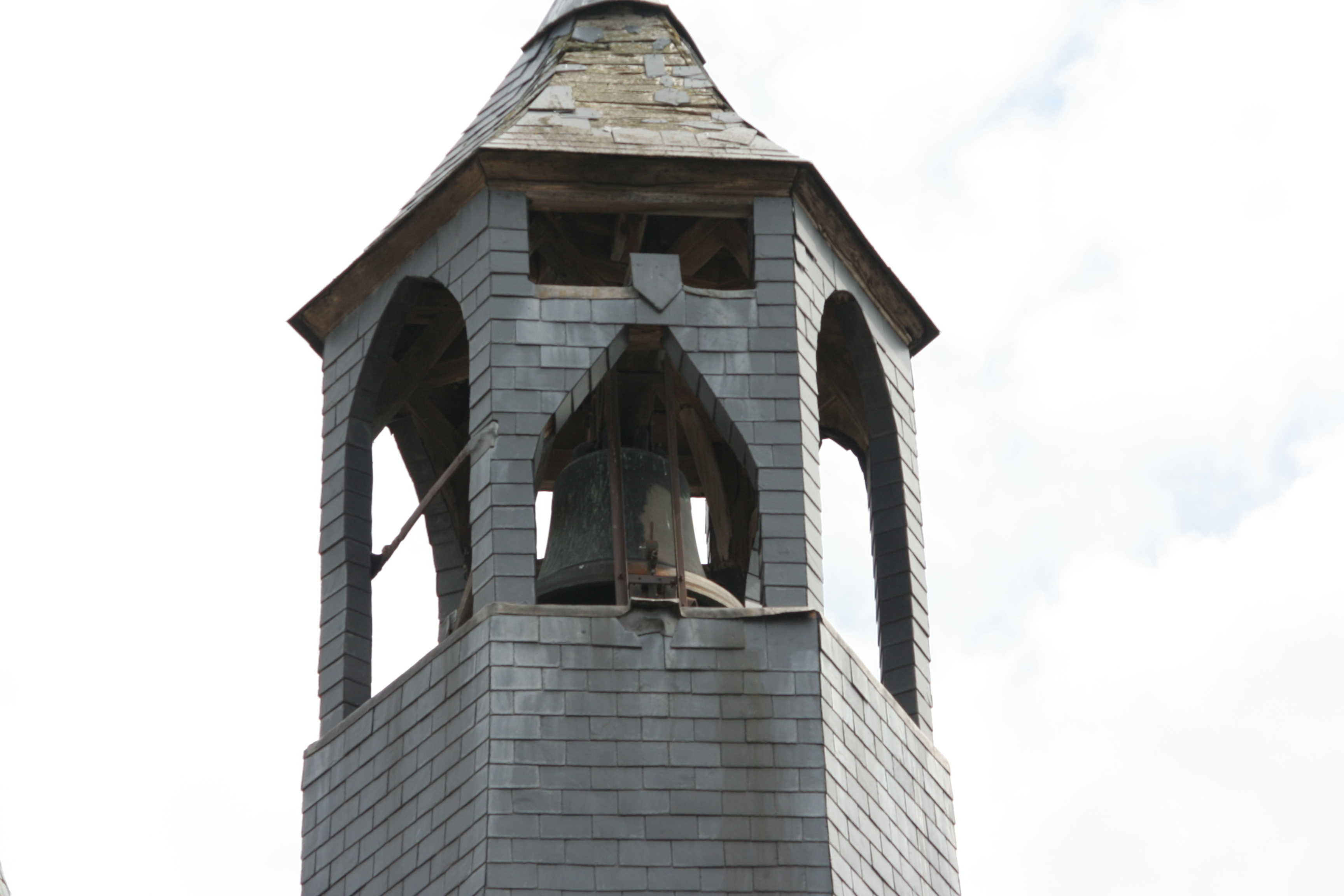
Lanternon de la tour.

La tour, sur plan carré, est construite sur la porte de l'Amasse dont elle respecte l'architecture ; c'est ainsi que le passage en arc brisé qui permettait d'entrer dans la ville est conservé. La tour elle-même se compose de deux étages surmontés d'un lanternon hexagonal. Une tourelle d'escalier cylindrique flanque l'édifice.
Les façades donnant sur l'intérieur et l'extérieur de la ville sont éclairées par une fenêtre à meneaux à chaque étage. Chaque pan de la toiture à quatre rampants reçoit un auvent abritant une horloge. Le lanternon, pour sa part, abrite la cloche haute d'un mètre.

## Pour en savoir plus